# Cechenotettix maculipennis
Cechenotettix maculipennis är en insektsart som beskrevs av Matsumura 1908. Cechenotettix maculipennis ingår i släktet Cechenotettix och familjen dvärgstritar. Inga underarter finns listade i Catalogue of Life.